# Henley & Partners
Henley & Partners — международная консалтинговая компания, специализирующаяся на разработке государственных программ предоставления гражданства и вида на жительство через инвестиции, а также на оказании услуг в этой области частным лицам. Наиболее известна созданием совместно с Международной ассоциацией воздушного транспорта (ИАТА) Индекса паспортов, отражающего свободу безвизового передвижения в зависимости от гражданства.
Компания является активным участником различных профессиональных организаций, в частности, Совета по инвестиционной миграции (IMC), Общества специалистов по трастам и недвижимости (STEP), Международной ассоциации налогового планирования (ITPA), Международной налоговой ассоциации (IFA), Международной федерации профессионалов рынка недвижимости (FIABCI) и других международных объединений.
Офисы компании расположены в 20 странах мира, в том числе в Джерси (головной офис), Великобритании, Швейцарии, Португалии, на Мальте, Кипре, Сент-Китсе и Невисе, Антигуа и Барбуде.

## История
Компания была создана в 1997 году путем слияния трастовой и консалтинговой компании по вопросам иммиграции для частных клиентов и до начала 2000-х годов занималась оказанием иммиграционных услуг частным и юридическим лицам, в частности, в Австрию и на Сент-Китс и Невис.
В 2006 году Henley & Partners было поручено преобразование программы Сент-Китса и Невиса по предоставлению гражданства через инвестиции в Фонд диверсификации сахарной промышленности (англ. Sugar Industry Diversification Foundation), призванный уменьшить зависимость национальной экономики от данной отрасли. Компания получила эксклюзивное право на продвижение страны на
международном уровне. В результате действия программы доля доходов от гражданства через инвестиции в ВВП страны выросла с 1 % в 2001 году до 25 % в 2014 году.
В дальнейшем Henley & Partners занималась консультированием правительств Антигуа и Барбуды, Сент-Люсии, Гренады и Кипра по разработке инвестиционных программ.
В 2013 году компания получила эксклюзивное право на оказание услуг по разработке, реализации и международному продвижению программы инвестиционного гражданства для индивидуальных инвесторов Мальты (Individual Investor Program, IIP).

## Деятельность
Компания занимается разработкой и внедрением государственных программ инвестиционной иммиграции и гражданства и стратегий экономического развития, а также предоставляет частным клиентам услуги по получению ВНЖ и гражданства в ряде развитых стран и стран с выгодным налоговым режимом, в частности, странах Европейского Союза (Австрия, Бельгия, Великобритания, Португалия, Мальта), Швейцарии, Монако, а также Гонконге, Малайзии, Австралии, Канаде, Сингапуре, США и ряде островных государств.
Компания ведет активную издательскую деятельность в своей области и выпускает различные публикации и рейтинги стран, в частности, справочник по виду на жительство и гражданству «Global Residence and Citizenship Handbook», справочник по международной недвижимости «International Real Estate Handbook», ежегодные обзоры инвестиционных программ получения вида на жительство и гражданства на основе соответствующих индексов.
С 2006 года компания совместно с Международной ассоциацией воздушного транспорта (ИАТА) выпускает Индекс паспортов — рейтинг гражданств по свободе безвизового передвижения.
В 2015 году Henley & Partners начала сотрудничать с Управлением Верховного комиссара ООН по делам беженцев путем финансирования регистрации и выдачи документов личности беженцам и пропаганды вопросов, связанных с проблемой беженства. В рамках сотрудничества была учреждена премия «Гражданин мира» (Global Citizen Award) в размере 25000 долларов США награджаемому и 25000 долларов США в пользу Управления по делам беженцев. Премия присуждается за заслуги в развитии международного сообщества, укреплении толерантности и сохранении мира.
Henley & Partners организует отраслевые мероприятия во всем мире, включая ежегодную Всемирную конференцию по гражданству.

## Критика
В 2013 году конкурирующая компания Arton Capital в судебном порядке оспорила решение Министерства внутренних дел Мальты, обвинив Henley & Partners в получении государственного заказа благодаря связям с предыдущим правительством. В 2015 году иск бы отозван, так как нарушений в выборе фирмы-исполнителя выявлено не было.
Открытие программы предоставления гражданства Мальты через инвестиции вызвало критику, связанную с возможным проникновением преступных элементов на территорию ЕС. Утверждалось, что выбор Мальтой одной фирмы-подрядчика может сказаться на качестве процесса отбора. Тем не менее, мальтийское правительство не отказалось от услуг компании, признав достаточной многоступенчатую проверку кандидатов, включающую привлечение независимых и собственных специалистов, а также Интерпола.